# Migdal ha-Emek
Migdal ha-Emek (hebrejsky מִגְדַּל הָעֶמֶק, doslova „Věž údolí“, arabsky مجدال هعيمق, v oficiálním přepisu do angličtiny Migdal HaEmeq, přepisováno též Migdal HaEmek) je město v Izraeli, v Severním distriktu.

## Geografie
Leží v nadmořské výšce 222 metrů v Dolní Galileji, na pomezí severního okraje Jizre'elského údolí s intenzivním zemědělstvím a pohoří Harej Nacrat (Nazaretské hory). Toto pohoří graduje severně a severozápadně od města převážně zalesněnými vrcholy Giv'at Jif'a, Har Bahran, Har Cameret a Giv'at Timrat. Na jihu a západě pak terén spadá do Jizre'elského údolí, přičemž svahy na jih od města jsou pokryty lesním komplexem Ja'ar Balfour. Do údolí ze zdejších hor směřují vádí Nachal Jif'at a Nachal Cvi.
Město leží cca 80 kilometrů severovýchodně od centra Tel Avivu a cca 28 kilometrů jihovýchodně od centra Haify, v hustě zalidněném a intenzivně zemědělsky využívaném pásu. Osídlení v tomto regionu je smíšené. Vlastní město Migdal ha-Emek je židovské, židovská sídla dominují i v sousedním Jizre'elském údolí. Na severní a východní straně ale začíná kompaktní blok vesnic a měst osídlených Araby, zejména převážně arabská aglomerace Nazaretu, jejíž volnou součástí Migdal ha-'Emek je.
Migdal ha-Emek je na dopravní síť napojen pomocí Dálnice číslo 75, která ve východozápadním směru vede z Haify do Nazaretu. Jižně od města prochází železniční trať v Jizre'elském údolí. Ta byl v provozu v 1. polovině 20. století a v roce 2016 byla po nákladné rekonstrukci obnovena. Funguje zde i stanice Migdal ha-Emek – Kfar Baruch.

## Dějiny
Migdal ha-Emek byl založen roku 1952. 30. listopadu 1952 se v nově dobudovaném městě usadily první rodiny. Prvními obyvateli bylo 80 rodin, které sem dorazily z přístěhovaleckého tábora (Ma'abara) v Ramat Jišaj. Původní plán byl na zřízení zemědělské osady, ale kvůli nedostatku vhodné obdělavatelné půdy došlo místo toho k zbudování městského sídla.
Migdal ha-Emek byl založen coby rozvojové město, které mělo demograficky posílit židovské osídlení v tomto regionu. Původně navrhováno pro novou obec pojmenování Migdal Chajim (מגדל חיים), podle prvního izraelského prezidenta Chajima Weizmanna, ale vládní Výbor pro pojmenování (Name Committee) to zamítl a doporučil název Migdal ha-Emek, odvozený od strategické vyvýšené polohy města, které přehlíží celou nížinu Jizre'elského údolí. V rámci kategorie rozvojových měst patří Migdal ha-Emek mezi úspěšné obce, které překonaly počáteční ekonomické a sociální obtíže. Během 50. let 20. století přitom město mělo problémy s špatnou hospodářskou situací a nedostatečnými službami. K obratu došlo až během 70. let. V Migdal ha-Emek působí v současnosti množství hi-tech firem. Zpočátku šlo o místní radu (malé město). Status většího města (městská rada) získal roku 1988.
V únoru 2010 byla na místní poště objevena dopisová bomba. V důsledku toho Izrael dočasně zastavil veškeré poštovní služby v celé zemi, a to do doby, než bude tato událost prošetřena.

## Demografie
Podle údajů z roku 2009 tvořili naprostou většinu obyvatel Židé – přibližně 22 100 osob (včetně statistické kategorie „ostatní“, která zahrnuje nearabské obyvatele židovského původu, ale bez formální příslušnosti k židovskému náboženství, přibližně 23 900 osob). Migdal ha-Emek je město se smíšenou, tedy sekulární i náboženskou populací. Podíl ultraortodoxních Židů ve městě je cca 30 %. Ve městě žijí Židé původem z 33 zemí světa. Zejména počátkem 90. let 20. století zaznamenala obec skokový nárůst v souvislosti s přílivem přistěhovalců z bývalého SSSR. Například roku 1991 zde kromě 15 300 starousedlíků žilo už 2 164 těchto nových přistěhovalců.
Jde o středně velkou obec městského typu s dlouhodobě stagnující populací. Počátkem 21. století se přírůstek populace téměř zastavil. K 31. prosinci 2017 zde žilo 25 400 lidí.
| Rok  | Obyvatelé |
| ---- | --------- |
| 1952 | 175       |
| 1953 | 1 500     |
| 1954 | 1 650     |
| 1955 | 2 750     |
| 1956 | 3 020     |
| 1957 | 3 650     |
| 1958 | 3 850     |
| 1959 | 3 880     |
| 1960 | 3 950     |
| 1961 | 4 200     |
| 1962 | 5 400     |
| 1963 | 6 250     |

| Rok  | Obyvatelé |
| ---- | --------- |
| 1964 | 7 250     |
| 1965 | 7 700     |
| 1966 | 7 850     |
| 1967 | 8 000     |
| 1968 | 8 200     |
| 1969 | 8 500     |
| 1970 | 8 800     |
| 1971 | 9 500     |
| 1972 | 9 900     |
| 1973 | 11 000    |
| 1974 | 11 300    |
| 1975 | 11 800    |

| Rok  | Obyvatelé |
| ---- | --------- |
| 1976 | 12 200    |
| 1977 | 12 400    |
| 1978 | 12 700    |
| 1979 | 13 400    |
| 1980 | 13 700    |
| 1981 | 13 800    |
| 1982 | 14 100    |
| 1983 | 13 400    |
| 1984 | 14 101    |
| 1985 | 14 300    |
| 1986 | 14 500    |
| 1987 | 14 600    |

| Rok  | Obyvatelé |
| ---- | --------- |
| 1988 | 15 000    |
| 1989 | 15 300    |
| 1990 | 17 200    |
| 1991 | 18 500    |
| 1992 | 19 100    |
| 1993 | 20 100    |
| 1994 | 21 200    |
| 1995 | 22 252    |
| 1996 | 22 705    |
| 1997 | 23 040    |
| 1998 | 23 214    |
| 1999 | 23 500    |

| Rok  | Obyvatelé |
| ---- | --------- |
| 2000 | 23 910    |
| 2001 | 24 121    |
| 2002 | 24 500    |
| 2003 | 24 800    |
| 2004 | 24 800    |
| 2005 | 24 700    |
| 2006 | 24 700    |
| 2007 | 24 802    |
| 2008 | 23 900    |
| 2009 | 23 900    |
| 2010 | 24 100    |
| 2011 | 24 100    |

| Rok  | Obyvatelé |
| ---- | --------- |
| 2012 | 24 400    |
| 2013 | 24 800    |
| 2014 | 24 800    |
| 2015 | 25 000    |
| 2016 | 25 100    |
| 2017 | 25 400    |
| 2018 | 25 600    |
| 2020 | 25 675    |